# Hybosema
Hybosema là một chi thực vật có hoa trong họ Đậu.